# Reprezentacja Botswany w piłce nożnej mężczyzn
Reprezentacja Botswany w piłce nożnej – kadra Botswany w piłce nożnej mężczyzn. 
Związek piłkarski w Botswanie powstał w 1970 roku, do FIFA i CAF należy od 1976 roku.
Dotychczas ani razu nie zdołała zakwalifikować się do Mistrzostw Świata. W 2011 po raz pierwszy awansowała do finałowego turnieju o Puchar Narodów Afryki w 2012. Zakończyła jednak swój występ na fazie grupowej.

## Udział wMistrzostwach Świata
- 1930 – 1966 – Nie brała udziału (była brytyjskim protektoratem)
- 1970 – 1974 – Nie brała udziału (nie była członkiem FIFA)
- 1978 – 1990 – Nie brała udziału
- 1994 – Nie zakwalifikowała się
- 1998 – Nie brała udziału
- 2002 – 2022 – Nie zakwalifikowała się

## Udział wPucharze Narodów Afryki
- 1957 – 1965 – Nie brała udziału (była brytyjskim protektoratem)
- 1968 – 1974 – Nie brała udziału (nie była członkiem CAF)
- 1976 – 1992 – Nie brała udziału
- 1994 – 2010 – Nie zakwalifikowała się
- 2012 – Faza grupowa
- 2013 – 2023 – Nie zakwalifikowała się